# NASCAR 08
NASCAR 08 es la undécima entrega de la serie EA Sports NASCAR. Fue desarrollado por EA Tiburon y lanzado para PlayStation 2, PlayStation 3 y Xbox 360. Este fue el primer juego de NASCAR que EA lanzó en ese momento, hasta NASCAR 09, que se lanzó en junio. También marca la primera vez que la Xbox original ha sido excluida de la alineación de NASCAR desde NASCAR 2001.
Tony Stewart está en la portada marcando su tercera aparición en la portada de un Juego de NASCAR de EA Sports. La portada en la región PAL presenta a Juan Pablo Montoya (ya que Montoya regresa a la portada de EA Sports como atleta desde F1 Career Challenge). El nuevo Car of Tomorrow de NASCAR, así como el auto actual, están presentes en el juego, aunque el Car of Tomorrow es genérico (sin fabricantes separados). La cobertura de ESPN's NASCAR también está integrada en el juego.

## Jugabilidad
La edición 2008 de la serie de videojuegos NASCAR permite a los jugadores entrar en el juego, con su nombre, y también la posibilidad de personalizar la combinación de colores de la carrocería y el diseño del coche. La mayor parte del contenido nuevo del juego se proporciona a través del modo carrera Earn Your Stripes (PS2).
En Earn your Stripes, se comienza pasando por pruebas contrarreloj para conseguir mejores contratos iniciales. Después de obtener un contrato, se puede comenzar a competir. Se puede afinar el auto en las áreas de aceleración, desgaste de llantas, velocidad máxima, entre varias otras. Después de una cantidad determinada de carreras, se tiene que pasar por otra contrarreloj para pasar a la siguiente serie de carreras. A medida que se completan carreras y se gana reputación, aparecen más contratos. En cada carrera, se debe completar algunos objetivos establecidos en el contrato. Algunos contratos son fáciles de completar (como terminar una carrera), mientras que otros ofrecen objetivos más complejos (como conseguir varios coches aliados). Los jugadores también pueden competir en la Copa Craftsman Truck, Nacional (Busch) y NEXTEL.
Las versiones de PS3 y Xbox 360 permiten a los jugadores compartir sus configuraciones en línea. El modo persecución ofrece una serie de desafíos, como dibujar o pasar para desbloquear nuevas funciones. Todas las versiones ofrecen carreras multijugador en línea.

## Recepción
La recepción crítica de las versiones Xbox 360 y PlayStation 3 del juego ha sido mixta. La revista Play le dio al juego un 38%. GameSpot le dio a la versión Xbox 360 una calificación de 6.0 y un 6.0 para la versión PlayStation 3. Los comentarios finales de la revisión de Xbox 360 de IGN: 

NASCAR 08 es básico, sin pulir y sin inspiración. Cuando ni siquiera tienes ningún tipo de pantalla de resumen final para el modo Temporada, sabes que estás en problemas. Los fanáticos incondicionales de NASCAR sin duda apoyarán el título y dirán que las críticas están equivocadas y que simplemente no entendemos el deporte, pero hay muy poco en el paquete.

La recepción crítica de la versión PlayStation 2 fue mejor en comparación con la de NASCAR 07 del año anterior, pero aun así fue mixta. Los comentarios finales de la revisión de Strategy Informer: 

En general, NASCAR 08 es un juego sólido, pero no ha recibido mucho amor y atención desde el año pasado. Los cambios que se han realizado son un intento de ampliar el atractivo a una audiencia menos incondicional. El problema con esto es que la mayoría de los fanáticos de la serie son esos jugadores incondicionales a los que ignoran. El resultado final es un juego que poco tiene que ofrecerte si tienes la edición anterior. Este juego es ideal para aquellos de nosotros que somos nuevos en la serie o somos fanáticos empedernidos de NASCAR. Tal vez un juego para retomar una vez que el precio baje en uno o dos meses.